# (32783) 1988 RK13
1988 RK13 (asteroide 32783) é um asteroide da cintura principal. Possui uma excentricidade de 0.13879150 e uma inclinação de 15.04794º.
Este asteroide foi descoberto no dia 14 de setembro de 1988 por Schelte J. Bus em Cerro Tololo.